# Dori (vattendrag)
Dori är ett vattendrag i västra Pakistan och södra Afghanistan. Det rinner upp i den pakistanska provinsen Baluchistan och korsar gränsen till Afghanistan, där den i provinsen Kandahar mynnar som vänsterbiflod i Arghandab.